# موال الليبي
الموال الليبي، هو فن، ويشبه الموال العربي بصفة عامة، ولكن يختلف بعدم ارتباطه بالحزن، ففي ليبيا يقال عن التاجر الذي يبيع الخرفان (الموال)، لانه يستخدم ايقاع خاص به ملحون، يجذب الناس فيطربون لسماع صوته، واللحن الذي يتخذة سوى كان يستخدم آلة موسيقية أو رتم صوتي خاص يحل محل الالة الموسيقية.
ويمكن القول ان فن الموال يستخدم لدعاية للبضاعة وأحياننا للحزن في ليبيا اما اليوم فلقد أصبح بشكل عام فن الموال وموسيقى الموال في ليبيا مقدمة لفن جر سواحلي أو غيطة لم يعد فن مستقل وكانت اله السمسمية وهي آلة ليبية مصرية قديمة جدا تكاد تكون منقرضة اليوم في ليبيا بسبب سيطرة آلة (العود) تستعمل في فن الموال وتعزف باصبع الإبهام على الاوتار أو عن طريق عصى بها شعر قوي من حصان كالة الربابة ولكن يمكن ان نشبها بالة الكمان كون فيها أي السمسمية اربع اوتار.
أفضل فنان يغني موال في ليبيا هو الفنان فوزي المزداوي